# Nhựa than
Nhựa than hay hắc ín là một chất lỏng sền sệt sẫm màu, là sản phẩm phụ của quá trình sản xuất than cốc và khí than từ than đá. Nó có cả ứng dụng trong y tế và công nghiệp. Chất này có thể được bôi cho các khu vực bị ảnh hưởng để điều trị bệnh vẩy nến và viêm da tiết bã (gàu). Nó cũng có thể được sử dụng kết hợp với liệu pháp tia cực tím. Trong công nghiệp thì đây là một chất bảo quản tà vẹt đường sắt và được sử dụng để tạo bề mặt của các con đường.
Các tác dụng phụ bao gồm kích ứng da, nhạy cảm với ánh nắng mặt trời, phản ứng dị ứng và đổi màu da. Mức độ an toàn nếu sử dụng thuốc trong thời kỳ mang thai vẫn là chưa rõ ràng và sử dụng trong thời gian cho con bú thường không được khuyến cáo. Cơ chế hoạt động chính xác chưa được biết. Đây là một hỗn hợp phức tạp của phenol, hydrocarbon thơm đa vòng (PAH), và các hợp chất dị vòng. Chúng thể hiện tính kháng nấm, chống viêm, chống ngứa và chống ký sinh trùng.
Nhựa than được phát hiện vào khoảng năm 1665 và được sử dụng cho mục đích y tế vào đầu những năm 1800. Nó nằm trong danh sách các thuốc thiết yếu của Tổ chức Y tế Thế giới, tức là nhóm các loại thuốc hiệu quả và an toàn nhất cần thiết trong một hệ thống y tế. Than đá có sẵn dưới dạng thuốc gốc và bán sẵn trên quầy. Tại Vương quốc Anh, 125 ml dầu gội chứa 5% nhựa than có giá bán bởi NHS khoảng £ 1,89. Tại Hoa Kỳ một tháng chi phí điều trị ít hơn $ 25 USD. Nhựa than là một trong những nguyên liệu chính bắt đầu cho ngành công nghiệp dược phẩm thời kỳ đầu.